# Triplety (pétanque)
Triplety (pétanque) – (fr. triplette) podstawowa i jedna z trzech dopuszczalnych kombinacji gry w pétanque. Dwie przeciwne drużyny złożone są z 3 graczy. Akceptowany jest gracz rezerwowy (co stanowi wyjątek wśród dopuszczalnych kombinacji), który może zmienić dowolnego zawodnika podczas meczu. Nie ma możliwości zmiany powrotnej.

## Zawodnicy
W tripletach wyróżnia się 3 pozycje:
Pierwszą jest pozycja puentującego (z fr.le pointeur), zwana inaczej jedynką. Gracz na tej pozycji wyrzuca jako pierwszy swoją kulę, w momencie gdy jego zespół rozpoczyna daną partię. Rolą puentującego jest umieścić swoją kulę tak, aby punktowała oraz maksymalnie utrudniała lepsze dostawienie kuli drużynie przeciwnej.
Zawodnik na tej pozycji ma możliwość wyboru czy gra z pozycji stojącej czy kucącej oraz w zależności od podłoża terenu.
Drugą jest pozycja środkowego (z fr.le milieu) potocznie zwana dwójką. Jest to pozycja zawodnika, od którego praktycznie w większości rozdań zależy, który z zespołów zdobędzie punkty, ponieważ zazwyczaj to on kończy rozgrywkę. Gracz na tej pozycji powinien być wszechstronny, musi bowiem potrafić zarówno wybijać jak i bardzo dobrze dostawiać.
Trzecia, to pozycja strzelca (z fr.le tireur), inaczej określana trójką. Zawodnik na tej pozycji stara się – jeśli to wynika z układu bul w polu rozgrywki i taktyki drużyny – wybijać kule przeciwnika, które są zbyt blisko zlokalizowane świnki. Prowadzić to może do zwiększenia przewagi w rozgrywce lub zdobycia większej ilości punktów. Opanowanie poprawnej techniki wybicia, czyli strzału bezpośrednio w kulę przeciwnika (w metal, w blachę) jest w początkowej fazie trudne, lecz z czasem najlepsi zawodnicy potrafią utrzymać bardzo wysoki procent skuteczności wybijania. Popisowym strzałem, najlepszym z możliwych uderzeń w pétanque jest carreau. W pétanque (i kilku innych sportach bulowych) istnieje nawet konkurencja oceniająca skuteczność oraz sprawdzenie dyspozycji wybijającego – strzał precyzyjny. Konkurs ten powstał dla zainteresowania szerszej publiczności petanką. Dla większej części fanów, tylko kule „strzelone” są godne większego zainteresowania. W rzeczywistości, celne wybicia stanowią najbardziej spektakularną część partii. Rola strzelca jest przez to najbardziej wyeksponowana i ceniona. Jednak podziw dla strzelca może szybko ustąpić miejsca negatywnym uczuciom widowni po kilku chybionych rzutach.

## Zawody
W Polsce co roku odbywają się zawody rangi pucharowej i mistrzowskiej w kategorii tripletów. Jednodniowy turniej pod nazwą Pucharu Polski w Tripletach, który przeznaczony jest wyłącznie dla zawodników posiadających licencje PFP. Wraz z Pucharem Polski dla graczy licencjonowanych przeznaczone są Mistrzostwa Polski Seniorów (MPS). Poprzedzone są one trzema eliminacjami, które odbywają się w przeciągu dwóch miesięcy. Na podstawie wyników trzech eliminacji, najlepsza szesnastka kwalifikuje się do Finału Mistrzostw Polski Seniorów, gdzie stawką jest możliwość reprezentowania kraju na Mistrzostwach Świata lub Europy.

Oddzielnie rozgrywane są również Mistrzostwa Polski Juniorów, Mistrzostwa Polski Kobiet oraz Mistrzostwa Polski Weteranów (dla graczy powyżej pięćdziesiątego piątego roku życia). Także te trzy turnieje adresowane są wyłącznie do dla graczy licencjonowanych. Tak jak w przypadku MPS w pétanque zwycięstwo w pierwszych dwu turniejach (MPK i MPJ) jest przepustką na rozgrywane w następnym roku mistrzostwa świata lub Europy.